# Efervescencia

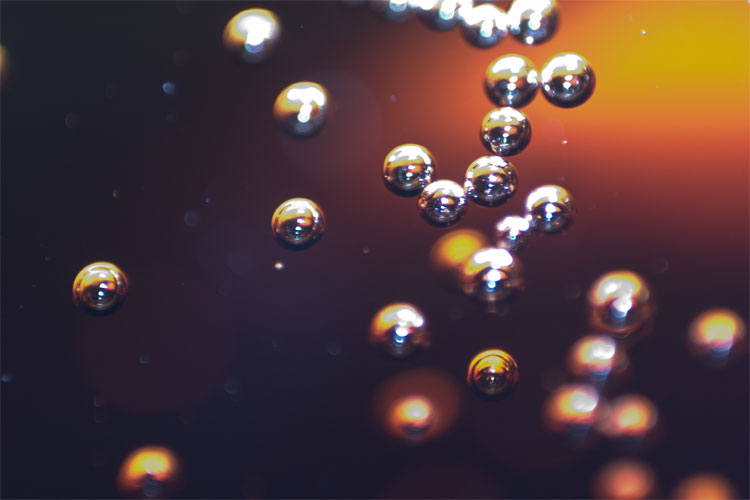
burbujas de dióxido de carbono flotando hacia la superficie de una gaseosa.

La efervescencia es un proceso químico que consiste en la reacción de un ácido con un carbonato o bicarbonato de sodio desprendiendo dióxido de carbono a través de un líquido. Un ejemplo se ve en las bebidas carbonatadas, en estas el gas que se escapa del líquido es el dióxido de carbono. Las burbujas que se ven son producidas por la efervescencia del gas disuelto, que por sí mismo no es visible en su forma disuelta.
En el laboratorio un ejemplo común de la efervescencia es la adición del ácido clorhídrico a un bloque de carbonato de calcio. La efervescencia del dióxido de carbono puede ser atestiguada.
En la siguiente ecuación está representada la reacción de la efervescencia:
CaCO3 (s) + 2HCl (ac) → CaCl2 (ac) + H2CO3 (ac)
Aunque en esta reacción no hay liberación de CO2, la efervescencia viene después ya que el ácido carbónico (H2CO3) a temperatura ambiente se transforma en CO2 de la siguiente manera:
H2CO3 (ac) → CO2 (g)↑ + H2O (l)
En el caso de las bebidas carbonatadas, la efervescencia se puede presentar ya sea por el simple escape de gas disuelto debido a que fue introducido a una presión mayor a la presión atmosférica, o debido al escape de gas que se forme después de una reacción química, dada al reaccionar por ejemplo bicarbonato de sodio a limonada.
Los polvos y tabletas efervescentes hacen su efecto al disolverse en agua, debido al hecho de estar compuestos de carbonato de calcio o bicarbonato de sodio y algún ácido en polvo (como el ácido cítrico).